# イン・ザ・フレッシュ (アルバム)
『イン・ザ・フレッシュ』（In The Flesh - Live）は、2000年12月27日に発売されたロジャー・ウォーターズの2枚組ライブ・アルバム。同名のライブDVDもリリースされている。
1992年にアルバム『死滅遊戯』を発表してからは目立った活動をしていなかったが、1999年になって突如としてコンサート・ツアーを敢行した。本作は2000年のアメリカでのライブの模様を収録している。
ライブは基本的にピンク・フロイド時代の楽曲を中心に演奏しているが、ウォーターズが発表した3枚のソロ・アルバム『ヒッチハイクの賛否両論』『RADIO K.A.O.S.』『死滅遊戯』からもいくつか選曲されている。『死滅遊戯』からの曲はリリースから7年が経ってようやくコンサートで披露された。また、新曲「イーチ・スモール・キャンドル」をアンコールとして演奏している。

## 収録曲

### ディスク1
1. イン・ザ・フレッシュ
2. ザ・ハピエスト・デイズ・オブ・アワ・ライヴス
3. アナザー・ブリック・イン・ザ・ウォール(パート2)
4. マザー
5. ゲット・ユア・フィルシィ・ハンズ・オフ・マイ・デザート
6. サザンプトン・ドック
7. 翼を持った豚・パート1
8. ドッグ
9. ようこそマシーンへ
10. あなたがここにいてほしい

### ディスク2
1. 生命の息吹き
2. タイム
3. マネー
4. ストレンジャーの瞳
5. 完全心理・パート1&2
6. 勇気ある撤退
7. 奇蹟
8. 死滅遊戯
9. 狂人は心に
10. 狂気日食